# Mehdi Taremi
Mehdi Taremi (tiếng Ba Tư: مِهدی طارمی; sinh ngày 18 tháng 7 năm 1992) là một cầu thủ bóng đá chuyên nghiệp người Iran hiện đang thi đấu ở vị trí tiền đạo cắm cho câu lạc bộ Serie A Inter Milan và đội tuyển bóng đá quốc gia Iran.
Anh từng thi đấu cho Persepolis từ năm 2014 đến 2018 với hai lần giành danh hiệu vua phá lưới Giải bóng đá chuyên nghiệp Vịnh Ba Tư vào các mùa 2015–16 và 2016–17. Anh cũng đã giành danh hiệu vua phá lưới tại Primeira Liga mùa giải 2019–20 khi thi đấu cho Rio Ave. Taremi có lần đầu tiên khoác áo đội tuyển quốc gia Iran vào năm 2015.

## Sự nghiệp

### Tại Iran
Taremi bắt đầu sự nghiệp của mình tại Học viện bóng đá của Shahin Bushehr trước khi chuyển sang học viện bóng đá trẻ của Iranjavan.
Mùa hè năm 2010, anh gia nhập câu lạc bộ Shahin Bushehr. Tại đây anh đã trải qua 8 trận đấu và ghi được vỏn vẹn 1 bàn thắng trên mọi đấu trường. Đến mùa đông năm 2012, anh được câu lạc bộ thanh lý hợp đồng để có thể tham gia nhập ngũ và thi đấu trong một câu lạc bộ bóng đá của quân đội. Tuy nhiên, không thể gia nhập câu lạc bộ nào nên anh buộc phải trải qua thời gian nghĩa vụ trong một đơn vị đồn trú thông thường.
Mùa hè năm 2013, anh gia nhập Iranjavan có ký bản hợp đồng có thời hạn 2 năm đến cuối mùa giải 2014–15. Taremi đã ghi tổng cộng 12 bàn trong 22 trận ra sân trong mùa giải Azadegan League 2013–14, trở thành cầu thủ ghi bàn nhiều thứ hai của giải đấu sau Mokhtar Jomehzadeh.
Sau khi trở thành một cầu thủ ghi bàn hàng đầu ở Azadegan League, Taremi đã nhận được lời đề nghị từ nhiều đội bóng khác nhau. Và anh đã quyết định gia nhập Persepolis vào mùa hè năm 2014, ký một bản hợp đồng có thời hạn 2 năm đến tháng 6 năm 2016. Anh có màn ra mắt câu lạc bộ mới trong trận hòa 1-1 với Naft Tehran khi vào sân thay thế Reza Norouzi ở phút thi đấu chính thức cuối cùng. Anh ghi bàn thắng đầu tiên cho câu lạc bộ vào ngày 15 tháng 8 năm 2014 trong chiến thắng 1–0 trước Zob Ahan Esfahan. Vào ngày 8 tháng 4 năm 2015, Taremi đã thực hiện thành công một quả phạt đền trong chiến thắng 1-0 của Persepolis tại AFC Champions League trước câu lạc bộ Al Nassr của Ả Rập Xê Út. Cuối mùa giải, Taremi là cầu thủ ghi bàn hàng đầu của câu lạc bộ và có những pha kiến tạo chất lượng cho đồng đội, anh đã giành danh hiệu "Tiền đạo xuất sắc nhất Giải bóng đá chuyên nghiệp Vịnh Ba Tư mùa 2014–15".
Taremi đã bỏ lỡ tuần vòng đấu đầu tiên của mùa giải mới do án treo giò nhưng trong trận đấu tiếp theo vào ngày 6 tháng 8 năm 2015, anh ghi bàn trong trận mà đội bóng của anh để thua 2-1 trước Esteghlal Khuzestan. Taremi ghi hai bàn trong chiến thắng 2–0 tại tuần thi đấu thứ năm trước Foolad. Đây là chiến thắng đầu tiên trong mùa giải của Persepolis và qua đó giúp thoát khỏi vị trí có nguy cơ xuống hạng. Màn trình diễn tốt của Taremi trong tháng 8 đã giúp anh trở thành cầu thủ của tháng do người hâm mộ bình chọn qua chương trình Navad. Vào ngày 18 tháng 12 năm 2015, Taremi ghi một cú đúp vào lưới Rah Ahan Tehran trong chiến thắng 2–0 của Persepolis. Anh kết thúc nửa đầu giải đấu với tư cách đứng đầu danh sách vua phá lưới với 9 bàn thắng sau 12 trận. Vào ngày 4 tháng 4 năm 2016, Taremi đã ghi một cú đúp trong chiến thắng 3–2 trước Siah Jamegan, qua đó giúp cho Persepolis giữ vững ở vị trí thứ ba trên bảng xếp hạng. Đến ngày 12 tháng 4 năm 2016, Taremi đã được mời đàm phán để gia hạn hợp đồng đến hết mùa giải 2017–18 với câu lạc bộ. Nhưng cuối cùng anh đã quyết định không gia hạn hợp đồng. Ngày 15 tháng 4 năm 2016, Taremi đã ghi một cú đúp trong chiến thắng lịch sử 4–2 của Persepolis trước Esteghlal trong trận derby Tehran. Anh trở thành cầu thủ ghi bàn hàng đầu của giải đấu với 16 bàn thắng vào cuối mùa giải, mặc dù có phong độ tốt, nhưng câu lạc bộ của anh đã không thể giành được danh hiệu vô địch nào.
Trước khi mùa giải mới bắt đầu, Taremi tuyên bố sẽ không gia hạn hợp đồng vì anh muốn đầu quân cho một đội bóng châu Âu. Tháng 7 năm 2016, một thông tin về việc câu lạc bộ Süper Lig là Çaykur Rizespor muốn chiêu mộ anh. Động thái này sau đó đã bị hủy bỏ sau khi Taremi trở lại Iran và ký hợp đồng có thời hạn thêm 2 năm với Persepolis.  Anh đá trận đầu tiên cho Persepolis trong chiến thắng 1–0 trước Saipa khi vào thay Omid Alishah ở phút 77. Anh cũng đã ghi bàn thắng đầu tiên của mùa giải trong trận đấu ở tuần thi đấu thứ tư với Saba Qom. Taremi đã có cú đúp trong chiến thắng 3–1 trước Sepahan, trận đấu được gọi là El Clasico của Iran. Vào cuối mùa giải, câu lạc bộ đã ăn mừng chức vô địch Iran lần thứ 10, và Taremi đã trở thành vua phá lưới mùa thứ hai liên tiếp với 18 bàn thắng. Vào ngày 8 tháng 5 năm 2017, Taremi đã ghi một cú hattrick quyết định vào lưới Al Wahda của UAE trong chiến thắng 4–2 để giúp đội bóng của anh tiến vào vòng 16 đội của AFC Champions League 2017. Sau những màn trình diễn hết sức thuyết phục, Taremi đã được chắp nối với Dinamo Zagreb.
Mùa giải 2017–18, anh chỉ thi đấu 7 trận và ghi được 4 bàn thắng khi sau đó bị cấm thi đấu 4 tháng do có liên quan đến hợp đồng tranh chấp với câu lạc bộ Thổ Nhĩ Kỳ Çaykur Rizespor từ tháng 6 năm 2016, khi đã đạt được thỏa thuận gia nhập câu lạc bộ nhưng sau đó lại quay trở lại Persepolis. Persepolis cũng bị cấm chuyển nhượng trong hai mùa. FIFA đã ra phán quyết có lợi cho câu lạc bộ Thổ Nhĩ Kỳ và áp đặt lệnh cấm.

### Tại Qatar
Vào ngày 8 tháng 1 năm 2018, Taremi đã ký hợp đồng có thời hạn 1,5 năm với câu lạc bộ Al-Gharafa SC của Qatar. Anh ghi bàn thắng đầu tiên trong trận đấu đầu tiên của vòng bảng AFC Champions League 2018 khi gặp Al Jazira của UAE. Taremi ghi bàn thắng đầu tiên ở giải vô địch quốc gia Qatar vào ngày 16 tháng 2 trong trận gặp Al Kharaitiyat SC. Vào ngày 19 tháng 2, anh ghi một cú đúp vào lưới Tractor Sazi, một câu lạc bộ của Iran, tại lượt trận thứ hai vòng bảng AFC Champions League.

### Tại Bồ Đào Nha
Ngày 23 tháng 7 năm 2019, Taremi ký hợp đồng có thời hạn 2 năm với câu lạc bộ bóng đá Bồ Đào Nha Rio Ave. Taremi đã ghi một hat-trick trong trận đấu đầu tiên tại Primeira Liga cho câu lạc bộ vào ngày 23 tháng 8 năm 2019 trong trận đấu với Aves. Đến ngày 31 tháng 8, Taremi đã giúp câu lạc bộ giành chiến thắng 3-2 bằng ba quả phạt đền trong trận đấu với Sporting Lisboa. Cả ba quả phạt đền đều do lỗi của hậu vệ Sebastián Coates.
Taremi đã kết thúc mùa giải đầu tiên của mình với 18 bàn thắng, bằng với hai cầu thủ khác đá cặp của Benfica là Pizzi và Carlos Vinícius. Nhưng sau đó Taremi đã giành danh hiệu Bola de Prata do có số phút chơi ít nhất trong số ba người.
Vào tháng 8 năm 2020, Taremi ký hợp đồng 4 năm với câu lạc bộ Bồ Đào Nha FC Porto. Anh ghi bàn thắng đầu tiên tại giải đấu cho Porto vào ngày 8 tháng 11 năm 2020 trong chiến thắng 3–1 trên sân nhà trước Portimonense. Trong trận siêu cúp Bồ Đào Nha 2020 (Supertaça Cândido de Oliveira) gặp Benfica, bàn thắng đầu tiên của Porto đến từ một quả phạt đền từ pha phạm lỗi với Taremi và được sút thành công bởi Sérgio Oliveira. Kết quả cuối cùng, Porto đã giành thắng lợi 2-0, mang về cho Mehdi Taremi danh hiệu đầu tiên ở châu Âu. Vào ngày 17 tháng 2 năm 2021, Taremi đã mở tỷ số cho Porto trước Juventus trong trận lượt đi của vòng 1/16 UEFA Champions League 2020–21. Anh trở thành cầu thủ Iran đầu tiên ghi bàn trong vòng loại trực tiếp của UEFA Champions League. Vào ngày 13 tháng 4, anh ghi bàn thắng ấn định chiến thắng bằng một cú xe đạp chổng ngược đẹp mắt trong chiến thắng 1–0 trên sân khách trước Chelsea ở tứ kết Champions League, nhưng câu lạc bộ của anh lại thua chung cuộc 1-2. Sau trận chung kết, bàn thắng của anh vào lưới Chelsea được bầu chọn là bàn thắng đẹp nhất UEFA Champions League 2020–21, qua đó giành giải bàn thắng UEFA.com của mùa giải. Taremi kết thúc mùa giải của mình với 16 bàn thắng và 11 đường kiến tạo, trở thành chân sút hàng đầu của mùa giải. Anh cũng có mặt trong Đội hình tiêu biểu của Primeira Liga mùa giải 2020-21.

## Thống kê sự nghiệp

### Câu lạc bộ
Tính đến ngày 26 tháng 5 năm 2024
| Câu lạc bộ          | Mùa giải            | Giải đấu                | Giải đấu | Giải đấu | Cúp quốc gia | Cúp quốc gia | Cúp liên đoàn | Cúp liên đoàn | Châu lục | Châu lục | Khác | Khác | Tổng cộng | Tổng cộng |
| Câu lạc bộ          | Mùa giải            | Hạng                    | Trận     | Bàn      | Trận         | Bàn          | Trận          | Bàn           | Trận     | Bàn      | Trận | Bàn  | Trận      | Bàn       |
| ------------------- | ------------------- | ----------------------- | -------- | -------- | ------------ | ------------ | ------------- | ------------- | -------- | -------- | ---- | ---- | --------- | --------- |
| Shahin              | 2010–11             | Persian Gulf Pro League | 6        | 1        | 0            | 0            | —             | —             | —        | —        | —    | —    | 6         | 1         |
| Shahin              | 2011–12             | Persian Gulf Pro League | 2        | 0        | 0            | 0            | —             | —             | —        | —        | —    | —    | 2         | 0         |
| Shahin              | Tổng cộng           | Tổng cộng               | 8        | 1        | 0            | 0            | —             | —             | —        | —        | —    | —    | 8         | 1         |
| Iranjavan           | 2012–13             | Azadegan League         | —        | —        | —            | —            | —             | —             | —        | —        | —    | —    | —         | —         |
| Iranjavan           | 2013–14             | Azadegan League         | 22       | 12       | 0            | 0            | —             | —             | —        | —        | —    | —    | 22        | 12        |
| Iranjavan           | Tổng cộng           | Tổng cộng               | 22       | 12       | 0            | 0            | —             | —             | —        | —        | —    | —    | 22        | 12        |
| Persepolis          | 2014–15             | Persian Gulf Pro League | 26       | 7        | 4            | 0            | —             | —             | 8        | 1        | —    | —    | 38        | 8         |
| Persepolis          | 2015–16             | Persian Gulf Pro League | 25       | 16       | 2            | 2            | —             | —             | —        | —        | —    | —    | 27        | 18        |
| Persepolis          | 2016–17             | Persian Gulf Pro League | 29       | 18       | 0            | 0            | —             | —             | 8        | 6        | —    | —    | 37        | 24        |
| Persepolis          | 2017–18             | Persian Gulf Pro League | 7        | 4        | 0            | 0            | —             | —             | 2        | 1        | 1    | 0    | 10        | 5         |
| Persepolis          | Tổng cộng           | Tổng cộng               | 87       | 45       | 6            | 2            | —             | —             | 18       | 8        | 1    | 0    | 112       | 55        |
| Al-Gharafa          | 2017–18             | Qatar Stars League      | 8        | 5        | 2            | 0            | 0             | 0             | 7        | 5        | 1    | 1    | 18        | 11        |
| Al-Gharafa          | 2018–19             | Qatar Stars League      | 22       | 8        | 2            | 2            | 0             | 0             | 1        | 1        | —    | —    | 25        | 11        |
| Al-Gharafa          | Tổng cộng           | Tổng cộng               | 30       | 13       | 4            | 2            | 0             | 0             | 8        | 6        | 1    | 1    | 43        | 22        |
| Rio Ave             | 2019–20             | Primeira Liga           | 30       | 18       | 4            | 2            | 3             | 1             | —        | —        | —    | —    | 37        | 21        |
| Porto               | 2020–21             | Primeira Liga           | 34       | 16       | 6            | 5            | 1             | 0             | 6        | 2        | 1    | 0    | 48        | 23        |
| Porto               | 2021–22             | Primeira Liga           | 32       | 20       | 6            | 3            | 1             | 1             | 9        | 2        | 0    | 0    | 48        | 26        |
| Porto               | 2022–23             | Primeira Liga           | 33       | 22       | 5            | 0            | 5             | 2             | 7        | 5        | 1    | 2    | 51        | 31        |
| Porto               | 2023–24             | Primeira Liga           | 23       | 6        | 2            | 2            | 2             | 1             | 7        | 2        | 1    | 0    | 35        | 11        |
| Porto               | Tổng cộng           | Tổng cộng               | 122      | 64       | 19           | 10           | 9             | 4             | 29       | 11       | 3    | 2    | 182       | 91        |
| Tổng cộng sự nghiệp | Tổng cộng sự nghiệp | Tổng cộng sự nghiệp     | 299      | 153      | 33           | 16           | 12            | 5             | 55       | 25       | 5    | 3    | 404       | 202       |

1. ↑  Bao gồm Iranian Hazfi Cup, Emir of Qatar Cup và Taça de Portugal
2. ↑  Bao gồm Qatari Stars Cup và Taça da Liga

### Quốc tế
Tính đến ngày 11 tháng 6 năm 2024
| Đội tuyển quốc gia | Năm       | Trận | Bàn |
| ------------------ | --------- | ---- | --- |
| Iran               | 2015      | 7    | 5   |
| Iran               | 2016      | 9    | 2   |
| Iran               | 2017      | 7    | 3   |
| Iran               | 2018      | 12   | 3   |
| Iran               | 2019      | 10   | 8   |
| Iran               | 2020      | 1    | 1   |
| Iran               | 2021      | 9    | 4   |
| Iran               | 2022      | 8    | 5   |
| Iran               | 2023      | 11   | 12  |
| Iran               | 2024      | 10   | 7   |
| Tổng cộng          | Tổng cộng | 84   | 50  |

Tính đến ngày 6 tháng 6 năm 2024
Bàn thắng và kết quả của Iran được để trước.
| #  | Ngày                 | Địa điểm                                               | Đối thủ          | Bàn thắng | Kết quả     | Giải đấu                      |
| -- | -------------------- | ------------------------------------------------------ | ---------------- | --------- | ----------- | ----------------------------- |
| 1  | 3 tháng 9 năm 2015   | Sân vận động Azadi, Tehran, Iran                       | Guam             | 2–0       | 6–0         | Vòng loại FIFA World Cup 2018 |
| 2  | 3 tháng 9 năm 2015   | Sân vận động Azadi, Tehran, Iran                       | Guam             | 5–0       | 6–0         | Vòng loại FIFA World Cup 2018 |
| 3  | 8 tháng 9 năm 2015   | Sân vận động Sree Kanteerava, Bangalore, Ấn Độ         | Ấn Độ            | 3–0       | 3–0         | Vòng loại FIFA World Cup 2018 |
| 4  | 17 tháng 11 năm 2015 | Sân vận động bóng đá quốc gia Guam, Tamuning, Guam     | Guam             | 1–0       | 6–0         | Vòng loại FIFA World Cup 2018 |
| 5  | 17 tháng 11 năm 2015 | Sân vận động bóng đá quốc gia Guam, Tamuning, Guam     | Guam             | 6–0       | 6–0         | Vòng loại FIFA World Cup 2018 |
| 6  | 7 tháng 6 năm 2016   | Sân vận động Azadi, Tehran, Iran                       | Kyrgyzstan       | 2–0       | 6–0         | Giao hữu                      |
| 7  | 10 tháng 11 năm 2016 | Sân vận động Shah Alam, Shah Alam, Malaysia            | Papua New Guinea | 2–0       | 8–1         | Giao hữu                      |
| 8  | 23 tháng 3 năm 2017  | Sân vận động Jassim bin Hamad, Doha, Qatar             | Qatar            | 1–0       | 1–0         | Vòng loại FIFA World Cup 2018 |
| 9  | 28 tháng 3 năm 2017  | Sân vận động Azadi, Tehran, Iran                       | Trung Quốc       | 1–0       | 1–0         | Vòng loại FIFA World Cup 2018 |
| 10 | 12 tháng 6 năm 2017  | Sân vận động Azadi, Tehran, Iran                       | Uzbekistan       | 2–0       | 2–0         | Vòng loại FIFA World Cup 2018 |
| 11 | 27 tháng 3 năm 2018  | UCP Arena, Graz, Áo                                    | Algérie          | 2–0       | 2–1         | Giao hữu                      |
| 12 | 24 tháng 12 năm 2018 | Sân vận động Abdullah bin Khalifa, Doha, Qatar         | Palestine        | 1–0       | 1–1         | Giao hữu                      |
| 13 | 31 tháng 12 năm 2018 | Sân vận động Quốc tế Khalifa, Doha, Qatar              | Qatar            | 1–0       | 2–1         | Giao hữu                      |
| 14 | 7 tháng 1 năm 2019   | Sân vận động Mohammed bin Zayed, Abu Dhabi, UAE        | Yemen            | 1–0       | 5–0         | AFC Asian Cup 2019            |
| 15 | 7 tháng 1 năm 2019   | Sân vận động Mohammed bin Zayed, Abu Dhabi, UAE        | Yemen            | 3–0       | 5–0         | AFC Asian Cup 2019            |
| 16 | 24 tháng 1 năm 2019  | Sân vận động Mohammed bin Zayed, Abu Dhabi, UAE        | Trung Quốc       | 1–0       | 3–0         | AFC Asian Cup 2019            |
| 17 | 3 tháng 6 năm 2019   | Sân vận động Azadi, Tehran, Iran                       | Syria            | 2–0       | 5–0         | Giao hữu                      |
| 18 | 3 tháng 6 năm 2019   | Sân vận động Azadi, Tehran, Iran                       | Syria            | 3–0       | 5–0         | Giao hữu                      |
| 19 | 3 tháng 6 năm 2019   | Sân vận động Azadi, Tehran, Iran                       | Syria            | 4–0       | 5–0         | Giao hữu                      |
| 20 | 10 tháng 10 năm 2019 | Sân vận động Azadi, Tehran, Iran                       | Campuchia        | 4–0       | 14–0        | Vòng loại FIFA World Cup 2022 |
| 21 | 10 tháng 10 năm 2019 | Sân vận động Azadi, Tehran, Iran                       | Campuchia        | 9–0       | 14–0        | Vòng loại FIFA World Cup 2022 |
| 22 | 8 tháng 10 năm 2020  | Sân vận động Trung tâm Pakhtakor, Tashkent, Uzbekistan | Uzbekistan       | 2–0       | 2–1         | Giao hữu                      |
| 23 | 7 tháng 6 năm 2021   | Sân vận động Quốc gia Bahrain, Riffa, Bahrain          | Bahrain          | 3–0       | 3–0         | Vòng loại FIFA World Cup 2022 |
| 24 | 11 tháng 6 năm 2021  | Sân vận động Quốc gia Bahrain, Riffa, Bahrain          | Campuchia        | 3–0       | 10–0        | Vòng loại FIFA World Cup 2022 |
| 25 | 7 tháng 9 năm 2021   | Sân vận động Quốc tế Khalifa, Doha, Qatar              | Iraq             | 2–0       | 3–0         | Vòng loại FIFA World Cup 2022 |
| 26 | 7 tháng 10 năm 2021  | Sân vận động Zabeel, Dubai, UAE                        | UAE              | 1–0       | 1–0         | Vòng loại FIFA World Cup 2022 |
| 27 | 27 tháng 1 năm 2022  | Sân vận động Azadi, Tehran, Iran                       | Iraq             | 1–0       | 1–0         | Vòng loại FIFA World Cup 2022 |
| 28 | 1 tháng 2 năm 2022   | Sân vận động Azadi, Tehran, Iran                       | UAE              | 1–0       | 1–0         | Vòng loại FIFA World Cup 2022 |
| 29 | 23 tháng 9 năm 2022  | NV Arena, Sankt Pölten, Áo                             | Uruguay          | 1–0       | 1–0         | Giao hữu                      |
| 30 | 21 tháng 11 năm 2022 | Sân vận động Quốc tế Khalifa, Doha, Qatar              | Anh              | 1–4       | 2–6         | FIFA World Cup 2022           |
| 31 | 21 tháng 11 năm 2022 | Sân vận động Quốc tế Khalifa, Doha, Qatar              | Anh              | 2–6       | 2–6         | FIFA World Cup 2022           |
| 32 | 23 tháng 3 năm 2023  | Sân vận động Azadi, Tehran, Iran                       | Nga              | 1–1       | 1–1         | Giao hữu                      |
| 33 | 13 tháng 6 năm 2023  | Sân vận động Dolen Omurzakov, Bishkek, Kyrgyzstan      | Afghanistan      | 2–0       | 6–1         | CAFA Nations Cup 2023         |
| 34 | 13 tháng 6 năm 2023  | Sân vận động Dolen Omurzakov, Bishkek, Kyrgyzstan      | Afghanistan      | 3–0       | 6–1         | CAFA Nations Cup 2023         |
| 35 | 13 tháng 6 năm 2023  | Sân vận động Dolen Omurzakov, Bishkek, Kyrgyzstan      | Afghanistan      | 5–0       | 6–1         | CAFA Nations Cup 2023         |
| 36 | 16 tháng 6 năm 2023  | Sân vận động Dolen Omurzakov, Bishkek, Kyrgyzstan      | Kyrgyzstan       | 1–0       | 5–1         | CAFA Nations Cup 2023         |
| 37 | 16 tháng 6 năm 2023  | Sân vận động Dolen Omurzakov, Bishkek, Kyrgyzstan      | Kyrgyzstan       | 2–0       | 5–1         | CAFA Nations Cup 2023         |
| 38 | 16 tháng 6 năm 2023  | Sân vận động Dolen Omurzakov, Bishkek, Kyrgyzstan      | Kyrgyzstan       | 3–1       | 5–1         | CAFA Nations Cup 2023         |
| 39 | 12 tháng 9 năm 2023  | Sân vận động Azadi, Tehran, Iran                       | Angola           | 1–0       | 4–0         | Giao hữu                      |
| 40 | 12 tháng 9 năm 2023  | Sân vận động Azadi, Tehran, Iran                       | Angola           | 2–0       | 4–0         | Giao hữu                      |
| 41 | 13 tháng 10 năm 2023 | Sân vận động Quốc tế Amman, Amman, Jordan              | Jordan           | 2–0       | 3–1         | Giao hữu                      |
| 42 | 16 tháng 11 năm 2023 | Sân vận động Azadi, Tehran, Iran                       | Hồng Kông        | 3–0       | 4–0         | Vòng loại FIFA World Cup 2026 |
| 43 | 21 tháng 11 năm 2023 | Sân vận động Milliy, Tashkent, Uzbekistan              | Uzbekistan       | 2–0       | 2–2         | Vòng loại FIFA World Cup 2026 |
| 44 | 5 tháng 1 năm 2024   | Sân vận động Olympic, Đảo Kish, Iran                   | Burkina Faso     | 1–0       | 2–0         | Giao hữu                      |
| 45 | 23 tháng 1 năm 2024  | Sân vận động Thành phố Giáo dục, Al Rayyan, Qatar      | UAE              | 1–0       | 2–1         | AFC Asian Cup 2023            |
| 46 | 23 tháng 1 năm 2024  | Sân vận động Thành phố Giáo dục, Al Rayyan, Qatar      | UAE              | 2–0       | 2–1         | AFC Asian Cup 2023            |
| 47 | 31 tháng 1 năm 2024  | Sân vận động Abdullah bin Khalifa, Doha, Qatar         | Syria            | 1–0       | 1–1 (5–3 p) | AFC Asian Cup 2023            |
| 48 | 6 tháng 6 năm 2024   | Sân vận động Hồng Kông, Hồng Kông, Trung Quốc          | Hồng Kông        | 1–0       | 4–2         | Vòng loại FIFA World Cup 2026 |
| 49 | 6 tháng 6 năm 2024   | Sân vận động Hồng Kông, Hồng Kông, Trung Quốc          | Hồng Kông        | 2–1       | 4–2         | Vòng loại FIFA World Cup 2026 |
| 50 | 6 tháng 6 năm 2024   | Sân vận động Hồng Kông, Hồng Kông, Trung Quốc          | Hồng Kông        | 3–1       | 4–2         | Vòng loại FIFA World Cup 2026 |